# Watersley Challenge

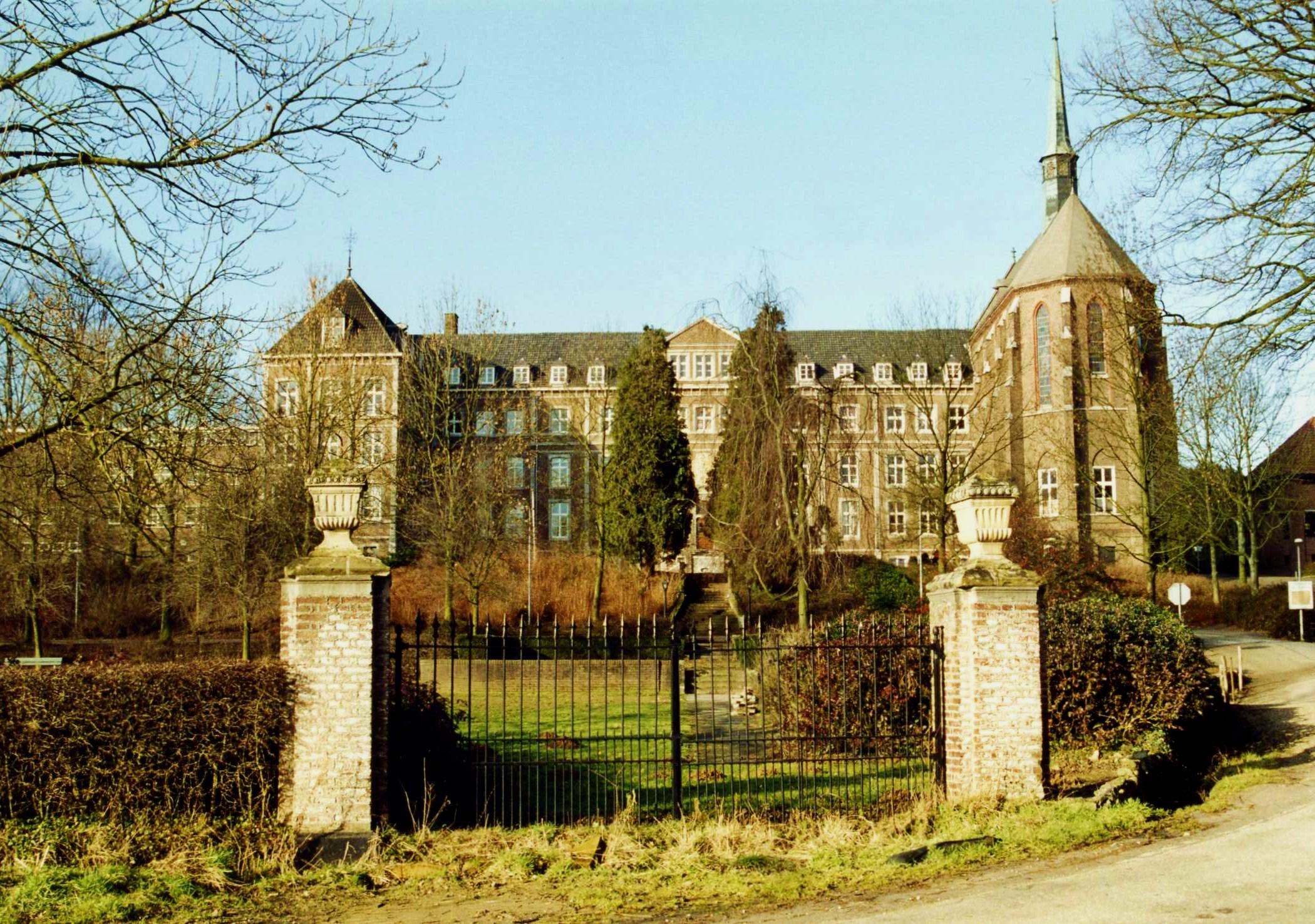
L'ancien pavillon de chasse et bâtiment du monastère Huis Watersley.

Le Watersley Challenge est un événement de courses cyclistes juniors et espoirs par étapes qui se tient tous les ans autour du Watersley Sports & Talent Park à Sittard dans le Limbourg néerlandais. 
Watersley est une ancienne propriété de campagne aujourd'hui utilisée comme hôtel sportif et pour des événements sportifs. Elle est située près de Sittard aux Pays-Bas sur les flancs du Kollenberg.

## Histoire
Créée en 2018, l'épreuve Watersley Ladies Challenge est réservée aux jeunes coureuses âgées de 17 et 18 ans. Il s'agit d'une manche de la Coupe des Nations Juniors depuis 2019. Pour l'année 2020 en raison de la pandémie de Covid-19, l'épreuve a bien eu lieu mais ne comptait pas pour une Coupe des Nations amoindrie. Des équipes comme celle de la Belgique féminine juniors ont cependant privilégiées cette course pour leur fin de saison.
En 2021, le Watersley Womens Challenge est créé pour les coureuses de moins de 23 ans. Il s'agit également d'une course par étapes de trois jours qui se déroule en même temps que la course féminine junior. Au moment de sa création, il s'agissait de la première course internationale de cyclisme sur route destinée spécifiquement aux coureuses de moins de 23 ans. En 2023, une deuxième course par étapes est créée, il s'agit du Tour de l'Avenir Femmes en France.
En 2022, le Watersley Junior Challenge a lieu pour la première fois. Il s'adresse aux coureurs juniors masculins et constitue également une course par étapes de trois jours, mais se déroule séparément des autres courses en juillet. La course fait partie de la Coupe des Nations Juniors. L'épreuve est annulée en 2024, faute de participation.

## Palmarès

### Watersley Ladies Challenge
| Année | Vainqueur           | Deuxième             | Troisième        |
| ----- | ------------------- | -------------------- | ---------------- |
| 2018  | Pfeiffer Georgi     | Rozemarijn Ammerlaan | Anna Docherty    |
| 2019  | Wilma Olausson      | Shirin van Anrooij   | Anna Shackley    |
| 2020  | Marith Vanhove      | Julie De Wilde       | Anniina Ahtosalo |
| 2021  | Flora Perkins       | Makayla MacPherson   | Linda Riedmann   |
| 2022  | Zoe Bäckstedt       | Julia Kopecký        | Justyna Czapla   |
| 2023  | Federica Venturelli | Fleur Moors          | Carys Lloyd      |
| 2024  | Paula Ostiz         | Puck Langenbarg      | Esther Wong      |
| 2025  | Paula Ostiz         | Maria Okrucinska     | Abigail Miller   |

### Watersley Womens Challenge
| Année | Vainqueur           | Deuxième           | Troisième     |
| ----- | ------------------- | ------------------ | ------------- |
| 2021  | Marit Raaijmakers   | Shari Bossuyt      | Pien Limpens  |
| 2022  | Dominika Włodarczyk | Ella Wyllie        | Lieke Nooijen |
| 2023  | Dominika Włodarczyk | Valentina Basilico | Eline Jansen  |

### Watersley Junior Challenge
| Année | Vainqueur          | Deuxième      | Troisième       |
| ----- | ------------------ | ------------- | --------------- |
| 2022  | Max van der Meulen | Menno Huising | Roman Ermakov   |
| 2023  | Oscar Chamberlain  | Paul Seixas   | Kasper Haugland |
| 2024  | non-disputé        | non-disputé   | non-disputé     |
| 2025  | Samuel Gunnink     | Monty Rigby   | Ben Morin       |